# Маша Белмустакова
Маша Белмустакова е псевдонимът на Маришка Босашка, изпълнителка на народни песни от Северна България.

## Биография
Родена е на 18 август 1906 година в Борован, Белослатинско. Белмустакови е фамилията на нейния свекър. Песни на баба ѝ Йона са записвани от фолклориста Васил Стоин и са включени в сборника „От Тимок до Вита“.
Сирак Скитник случайно чува пеенето на Маша Белмустакова и я кани за изпълнения по Радио София през 1936 година. Оттогава започва нейната певческа кариера и тя дълги години е солист на радио София и радио Варна. Две години по-късно гостува на радио Белград, Загреб и Любляна. Пее също и по радио Берлин, Дрезден и Лайпциг.
През 1930-те и 1940-те години Маша Белмустакова записва стотици народни песни на грамофонни плочи. Тя е първата изпълнителка на песента „Еничари ходят мамо“. Сред най-известните ѝ песни са „Димитър дума Диляна“, „Менците дрънкат“, „Снощи те видох с бели менци, Радо“, „Играй оро, Тодоро“. Част от тях са включени в поредицата албуми „Изгубените съкровища на българската музика“, издадени в Лондон от американката Лорън Броди.
Дълги години Маша Белмустакова пее в певческата група „Наша песен“. В репертоара си има над 250 народни песни.
Умира през 1992 година в София. Нейната сестра доживява до 100 години.

## Посмъртно признание
Днес Общинският детски комплекс в Борован носи нейното име.